# Hector Craig
Hector Craig (* 1775 in Paisley, Schottland; † 31. Januar 1842 in Craigsville, New York) war ein US-amerikanischer Politiker. Er vertrat zwischen 1823 und 1825 sowie in den Jahren 1829 und 1830 den Bundesstaat New York im US-Repräsentantenhaus.

## Werdegang
Hector Craig wurde zu Anfang des Unabhängigkeitskrieges in Paisley geboren. Die Familie Craig wanderte dann 1790 in die Vereinigten Staaten ein und ließ sich in Orange County nieder. Er erbte mehrere Unternehmungen von seinem Vater, die er dann im Laufe der Zeit zu Farmen, Papier- und Getreidemühlen sowie einem Sägewerk ausbaute, die schließlich die Gemeinde Craigville entstehen ließen. Craig war Gründer und 	Protokollsekretär der Orange County Agricultural Society.
Als Folge einer Zersplitterung der Demokratisch-Republikanischen Partei vor und während der Präsidentschaft von John Quincy Adams (1825–1829) schloss er sich der Jacksonian-Fraktion an. Bei den Kongresswahlen des Jahres 1822 wurde Craig im sechsten Wahlbezirk von New York in das US-Repräsentantenhaus in Washington, D.C. gewählt, wo er am 4. März 1823 die Nachfolge von Charles Borland junior antrat. Er schied nach dem 3. März 1825 aus dem Kongress aus. Im Jahr 1828 kandidierte er erneut für einen Kongresssitz. Nach einer erfolgreichen Wahl trat er am 4. März 1829 die Nachfolge von John Hallock junior an, allerdings gab er am 12. Juli 1830 seinen Rücktritt bekannt.
Präsident Andrew Jackson ernannte ihn 1830 zum Surveyor und Inspector für den Port of New York. 1832 wurde er zum United States Commissioner of Insolvency ernannt. Zwischen 1833 und 1839 war er als United States Surveyor of Customs in New York tätig. Er verstarb am 31. Januar 1842 in Craigsville und wurde dann auf einem Privatfriedhof auf dem Anwesen von Caldwell in Blooming Grove beigesetzt. Sein Schwiegersohn William Frederick Havemeyer (1804–1874) war drei Mal Bürgermeister von New York City.